# Asparagus katangensis
Asparagus katangensis — вид рослин із родини холодкових (Asparagaceae).

## Біоморфологічна характеристика
Прямовисний кущ із тонкими колючими гілками.

## Середовище проживання
Ареал: Заїр.